# لودمیلا دا سیلوا
لودمیلا دا سیلوا (انگلیسی: Ludmila da Silva؛ زادهٔ ۱ دسامبر ۱۹۹۴) بازیکن فوتبال اهل برزیل است.
از باشگاه‌هایی که در آن بازی کرده‌است می‌توان به باشگاه فوتبال زنان اتلتیکو مادرید و باشگاه فوتبال اتلتیکو مادرید اشاره کرد.
وی همچنین در تیم ملی فوتبال زنان برزیل بازی کرده‌است.